# Forum Democratico Unito
Il Forum Democratico Unito (in inglese: United Democratic Forum -  UDF) è un partito politico fondato in Kenya nel 2012.
Alle ultime elezioni generali del 2013 ha sostenuto Musalia Mudavadi alle presidenziali; alle elezioni legislative ha conseguito 12 seggi su 349.